# Paradelphomyia furcata
Paradelphomyia furcata är en tvåvingeart som först beskrevs av Enrico Adelelmo Brunetti 1912.  Paradelphomyia furcata ingår i släktet Paradelphomyia och familjen småharkrankar. Inga underarter finns listade i Catalogue of Life.